# Трајко Стојановић Косовац
Трајко Стојановић Косовац (Приштина, 19. мај 1934 – Београд, 2002) био је српски графичар, сликар, сценограф и конзерватор.

## Биографија
Родио се у приштинској радничкој породици од оца Бошка Стојановића, бравара, и мајке Јордане, рођене Ђекић, домаћице. Основну школу завршио је у Приштини, а Школу за примењену уметност у Пећи 1954. године. На Академији ликовних уметности у Београду, у класи професора Божидара Продановића, који му је предавао и у Пећи, дипломирао је 1958. године. Радио је као сценограф у Покрајинском народном позоришту у Приштини (1961 – 1971) и Југословенском драмском позоришту у Београду (1971—1974), да би након тога прешао у слободне уметнике. Био је на усавршавању у Паризу (1975 – 1978), студијски боравио у Стразбуру, Бриселу и Антверпену. Од 1960. године био је ликовни сарадник-илустратор у листу Јединство. Био је члан УЛУС-а и имао статус истакнутог уметника.
Излагао је од 1954. године, за живота имао је 25 самоталних изложби, а учетвовао на преко 220 колективних. Ретпроспективну изложбу имао је у Београду 1992. године, у Галерији УЛУС-а. Опремио је Хотел „Хајат“ са 740 графика 1986 – 1987. године. Заступљен је у сталним поставкама народних музеја у Београду, Крушевцу и Крагујевцу.
У његовој отавштини нађено је преко 600 графичких плоча и матрица. Део тога изложено је било у Gallery STVT у Торонту 2009. године.
О његовим изложбама слика и графика писали су Катарина Гарић, Мића Поповић, Божидар Продановић, Коста Васиљевић, Љиљана Ћинкул, Никола Кусовац, Ђорђе Кадијевић, Вања Краут и други ликовни критичари.

## Награде
- Откупна награда на Другом тријеналу југословенског цртежа, Сомбор, 1966,
- Новембрска награда града Приштине, 1967,
- Децембарска награда САП Косова, 1967,
- Награда Октобарског салона, 1981,
- УЛУС-ова награда за графику 1971/72,
- Награда на Бијеналу цртежа, Ријека,
- Награда за цртеж, Сомбор,
- Награда за сценографију на Суретима професионалних позоришта Србије „Јоаким Вујић“, 1979,